# هیچ راهی وجود ندارد (فیلم ۱۹۸۷)
راهی به بیرون نیست (به انگلیسی: No Way Out) فیلمی محصول سال ۱۹۸۷ و به کارگردانی راجر دونالدسون است. در این فیلم بازیگرانی همچون کوین کاستنر، جین هکمن، شان یانگ، ویل پاتون، هاوارد داف، جیسون برنار، جرج دزوندزا، فرد تامپسون، ایمان ایفای نقش کرده‌اند.